# Store norske leksikon
Store norske leksikon («Большая норвежская энциклопедия»), сокращённо SNL — наиболее полная современная энциклопедия на норвежском языке (букмоле), не считая Норвежской Википедии.
Store norske leksikon была основана в 1978 году, когда два издательства, Aschehoug и Gyldendal Norsk Forlag, приняли решение объединить свои энциклопедии и с этой целью создали компанию Kunnskapsforlaget. Издательство Aschehoug до этого выпускало энциклопедию Aschehougs konversasjonsleksikon (первое издание было осуществлено в 1907—1913), а Gyldendal — Gyldendals konversasjonsleksikon (первое издание — в 1933—1934); это были на тот период наиболее крупные норвежские энциклопедии.

## Издания
Издания в бумажном виде:
- 1978—1981 — первое издание (12 томов); главные редакторы — Olaf Kortner, Preben Munthe, Egil Tveterås
  - 1984 — дополнительный том
  - 1989 — дополнительный том
- 1986—1989 — второе издание (15 томов); главные редакторы — Olaf Kortner, Preben Munthe, Egil Tveterås
- 1995—1998 — третье издание (16 томов); главный редактор — Петтер Хенриксен
- 2005—2007 — четвёртое издание (16 томов); главный редактор — Петтер Хенриксен

По причине общего спада продаж книг компания Kunnskapsforlaget в начале 2000-х годов оказалась в сложном финансовом положении. Выпуск четвёртого издания SNL в бумажном виде стал возможен только после того, как в 2003 году организацией Fritt Ord был на эти цели выделен грант в размере 10 млн норвежских крон. Общее число статей в 16 томах четвёртого издания составило примерно 280 тысяч, общее число страниц — 12 тысяч, в издание было включено 2000 таблиц, 800 карт и 15 тысяч иллюстраций.
12 марта 2010 года было объявлено, что новых изданий энциклопедии по причине слабых продаж с 1 июля 2010 года больше не планируется. Также было сказано, что вина за падение спроса на энциклопедию в её бумажном виде лежит в значительной степени на Википедии. В ответ на предложение передать статьи в общественное пользование через «Фонд Викимедиа» главный редактор энциклопедии Петтер Хенриксен ответил отказом, заявив, что очень важно, чтобы читатель видел, статью каких именно авторов он сейчас читает.

## Современное состояние энциклопедии
С 2000 года SNL стала доступной онлайн; число подписчиков достигало нескольких сотен тысяч, среди них были как частные, так и юридические лица. С 25 февраля 2009 года доступ к онлайн-энциклопедии стал свободным. По состоянию на начало 2017 года число статей, доступных онлайн, составляло около 190 тысяч.
С 2009 года энциклопедию можно редактировать пользователям, однако в статью изменения попадают только после того, как качество статьи в новой редакции будет гарантировано экспертом.
В 2013 году руководство энциклопедии подавало заявку на получение государственной поддержки, однако правительство Норвегии отклонило заявку.